# Distrito de Zhari
El Distrito de Zhari (en idioma pastún, Zheley) es un distrito de la provincia de Kandahar, Afganistán. El distrito se creó a partir del territorio de los Distritos de Distrito de Panjwai y de Distrito de Maywand. La población es de 76.000 habitantes (2006).

## Situación geográfica
El Distrito de Zhari se encuentra en la parte norte del río Arghandab, que atraviesa la provincia de Kandahar de este a oeste, por lo que el área algunas veces es referida como el valle del Arghandab. La parte construida o cultivada de Zhari ocupa aproximadamente 30 km de este a oeste por 8 km de norte a sur, situada entre el Arghandab y la Autopista 1. La mayoría de edificios están construidos con barro y tochos, conectados entre ellos con callejuelas estrechas. La excepción la constituyen las cabañas para el secaje de uva, que son unos edificios de mayor tamaño, alcanzando la altura de 20 metros, y que están dispersos por todo el territorio. Viñas, amapolas y marihuana son los cultivos más comunes en el territorio. Los campos de cultivo están irrigados por un complejo sistema de wadis, establecidos en paralelo con el Arghandab. El área septentrional de la Autopista 1 es más bien desértico, con cordilleras montañosas de aproximadamente entre 200 y 400 metros de altura.

## Organización política
El Shurah es la base del gobierno de Zhari. El origen tribal del Distrito hace que el binomio tribu-gobierno sea inseparable, dificultando el proceso de la toma de decisiones.

## Tribus
La mayoría de la población de Zhari son de la etnia pasthún. Por lo menos, hay una docena de tribus, siendo las más importantes la popalzai y la Ghilzai. También hay algunas tribus nómadas que pasan a través de la parte septentrional del Distrito de Zhari, entre los Distritos de Maywand y de Arghandab.

## Subdistritos
La geografía política de Zhari cambia constantemente. Muchas de las poblaciones pequeñas toman el nombre de las mayores. Una recopilación de estos pueblos puede ser difícilmente definida como subdistrito. Actualmente, los subdistritos de Zhari son:
- Nar Kariz
- Nalgham
- Sangsar
- Kolk
- Siah Choy
- Sablaghay
- Pashmul
- Asequeh

- Datos: Q2673873